# Tylotropidius didymus
Tylotropidius didymus är en insektsart som först beskrevs av Carl Peter Thunberg 1815.  Tylotropidius didymus ingår i släktet Tylotropidius och familjen gräshoppor. Inga underarter finns listade i Catalogue of Life.